# Білоголова черепаха сулавеська
Білоголова черепаха сулавеська (Leucocephalon yuwonoi) — єдиний вид черепах роду Білоголова черепаха родини Азійські прісноводні черепахи. Інші назви «лісова сулавеська черепаха», «черепаха Ювоно». Раніше зараховували до роду Азійська прісноводна черепаха. Лише з 2000 року відокремлено у самостійний рід.

## Опис
Загальна довжина карапаксу коливається від 20 до 31 см. Спостерігається статевий диморфізм: самці більші за самиць. Голова досить велика. широка. Вершина морди трохи виступає уперед. Кінчик верхньої щелепи з трохи загостреним гачком. Карапакс низький, подовжений з 3 добре значними кілями, найбільш високим з яких є середній. Панцир зубчатий. Пластрон великий.
Колір карапаксу коливається від помаранчевого до жовто-коричневого з жовтуватими кілями. Пластрон жовтувато-коричневий з темним пігментом на зовнішньому боці кожного щитка. У самців білувате підборіддя, голова кремового кольору, у самиць тимпанічна область кремового кольору, шия жовта, голова темна.

## Спосіб життя
Полюбляє водойми у лісах. Зустрічається як у воді, так й на суходолі. Воліє ходити по дну, ніж плавати, частіше ховається у воді або на суші. Добре лазять. Активна вранці та пізно ввечері. Харчується фруктами, рослинами, хробаками, креветками, рибою, мишенятами.
Самиця відкладає до 5 яєць.

## Розповсюдження
Мешкає у північній частині о.Сулавесі (Індонезія).